# Orendt Mihály
Orendt Mihály (írói név: Csatáry Orendt Mihály, születési név: Orendt Michael), (Nagyvárad, 1960. június 18. -). A bihari térségek régió-, táj- és helytörténeti kutatója, író, költő, publicista. 1988 november 15-e óta él Magyarországon, Debrecenben. 1993-ban felvette a magyar állampolgárságot. Szabad idejében rejtvényszerkesztéssel, történelmi kutatásokkal és azok publikálásával foglalkozik. Kutatási területe Hajdú Bihar megye és a partiumi Bihar megye, ezen belül szülőföldje a Felső Bihari Hegyköz vidéke, mely a Berettyó folyó bal partja és a Sebes-Körös folyó jobb partja közötti területen található. Kiadványai 2013-ban az Árpád-kori Hegyközcsatár településének 800 éves fennállásának kapcsán jelentek meg. 

## Korai gyermekévek
Apja, a szász származású Orendt Michael (1936-1996) édesanyjával, Kalmár Máriával (sz. 1937., Hegyközcsatár) 1958-ban ismerkedett meg és a következő évben már össze is házasodtak. Mihály két év múlva született, a szülők között a kapcsolat hamarosan megromlott. Mária 1962-től már egyedül nevelte gyermekét, aki szinte  minden idejét Hegyközcsatáron, az anyai nagyszülőknél töltötte. 1965-től nevelőapja a nagyváradi illetőségű Dallos Lóránd lett, aki 1963-tól nyugdíjba vonulásáig a helyi általános iskola tanára, majd igazgatója. Mihály az elemi iskolát 1967-1975 között a településen járta ki.

## Kulturális élet

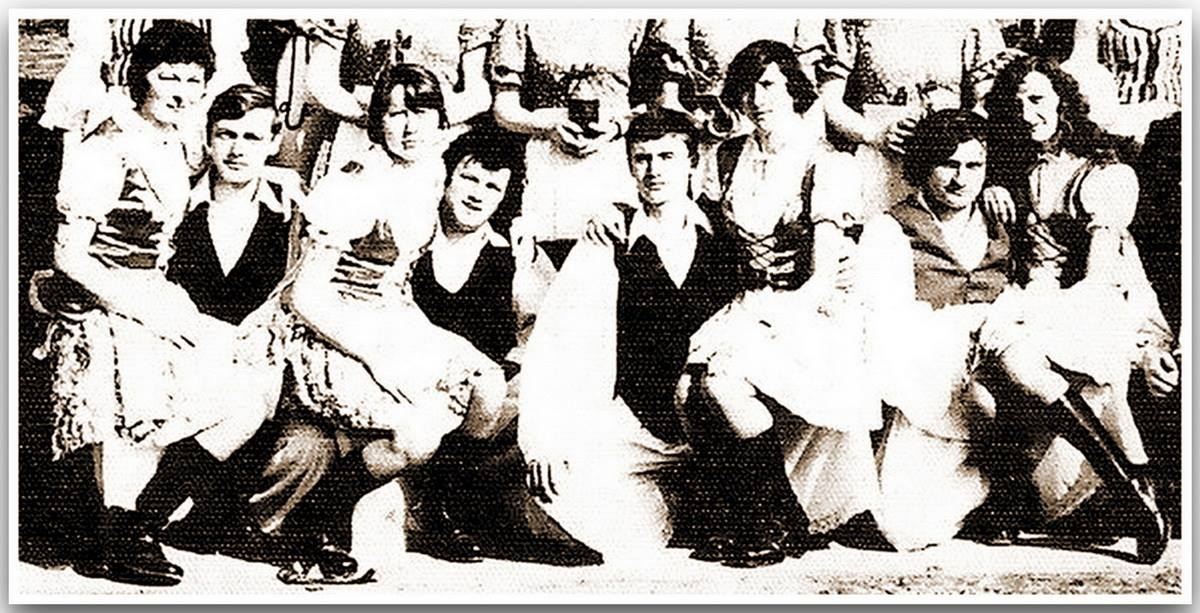
1978 - Hegyközcsatár - Néptánccsoport - Csatáry Orendt Mihály a képen a harmadik pár férfitagjaként látható

A hegyközcsatári kulturális élet 1974-84 között életének meghatározó korszaka volt. Ebben az időszakban országszerte hódított a Megéneklünk, Románia elnevezésű kulturális vetélkedő, melynek égisze alatt számos tehetséges magyar fiatal csillanthatta meg képességeit. A település kulturális igazgatói benevezték a fiatalokat a versenyekre, azt viszont, hogy mivel készüljenek, vagy hogy mikor és hol adják azt elő, senki sem kérte tőlük számon. 
A hegyközi fiatalok minden évben színielőadásokkal, énekekkel, versekkel, táncokkal készültek. Természetesen mindez magyar nyelven történt. A fiatalok nem igazán akartak továbbjutni városi szintre, ez a forma éppen megfelelt számukra. Ezek között az amatőr tehetségek között találhattuk többek között az ifjú Orendt Mihályt is, aki szerepelt színdarabokban, énekelt népdalokat, könnyűzenei számokat, népi és modern táncot adott elő, de pantomim játékban is megmutatta tehetségét. 
Egyik alkalommal  a csatári születésű, ma Németországban élő Szilágyi Károly világhírű baritonista koncertezett Nagyváradon. Néhány jegyet küldött egykori szülőfalujába is. Éles Béla akkori kultúrigazgató megragadva a lehetőséget beprotezsálta kedvencét is meghallgatásra. Hogy mi történt a meghallgatáson, nem tudni, azt viszont igen, hogy a fiatalember soha többé nem énekelt közönség előtt. 
A zenével ugyanakkor nem tudott szakítani. Ezt követően bálokat és diszkókat rendezett a csatári és a környező falvak fiataljai számára (forrás: Orendt Mihály: Hegyközcsatár 800 éves - Az 1970 és 80-as évek kulturális élete).

## Iskolái

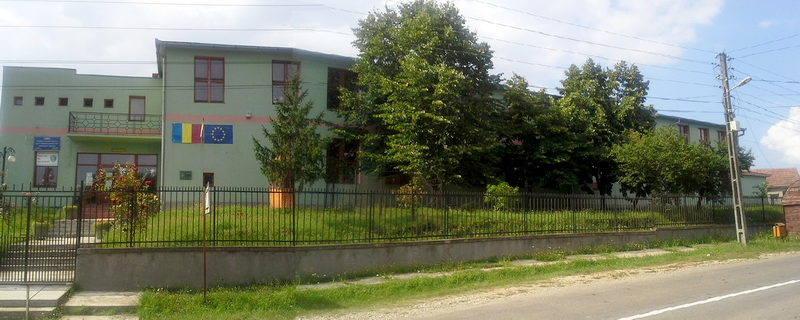
Hegyközcsatár - Benedek Elek Gimnázium

Egészen korán kezdett el verselni, rejtvényeket fejteni, majd különösképpen elkezdett vonzódni a történelmi és a földrajzi tantárgyak iránt. Még az általános iskola hetedik osztályába járt, amikor közepes tanulmányi eredményével benevezett egy országos vetélkedőre, mely a Tantárgy Olimpia (1969-80) nevet viselte és melynek kérdései a romániai pionírújságban a Jóbarátban jelentek meg. Országos harmadikként végzett a versenyen.  
Szakmásított érettségijét Aradon (1975-77), majd Nagyváradon (1977-79) folytatta. 1979-től kezdett el dolgozni a váradi Arta cipőgyárban. 1986-ban megnősült, felesége Zakariás Ildikó Székelyföldről, Hargita megyéből, Gyergyósalomás településről származik. 1987-ben Nagyváradon letette a villamosjárművezetői vizsgát és másfél évig vezetett villamost. 1988 nyarán megszületett gyermekük Brigitta-Ildikó. 1988 késő őszén Magyarországra emigrált, ahol politikai menedékjogot kért, ekkor román állampolgárságáról is lemondott. 

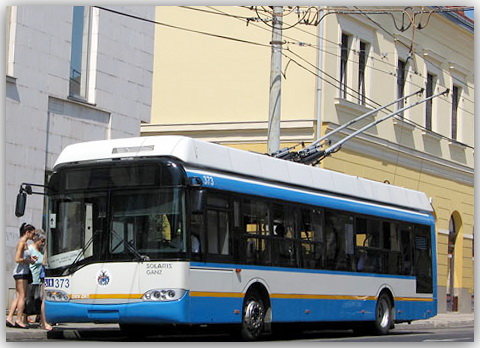
Debrecen - Trolibusz

## Az új élet

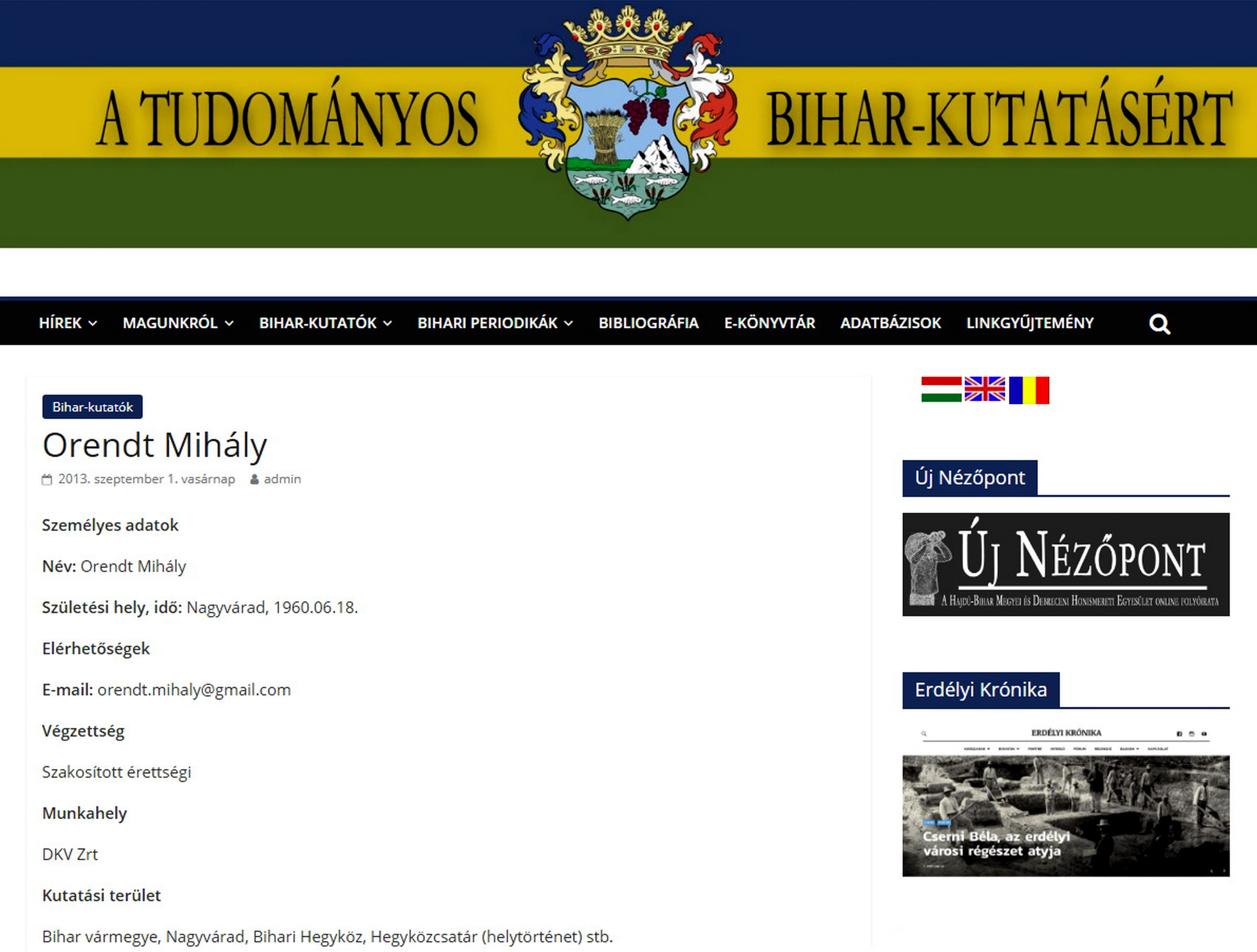
A Tudományos Bihar-kutatásért

Debrecenbe érkezvén néhány nap múlva már a DKV helyi közlekedési vállalat munkatársa, hamarosan elvégezte a trolibusz járművezetői tanfolyamot. Néhány év vezetés után már indító ellenőrként dolgozott, ahol lényegesen több szabadidővel rendelkezett, mint sofőrtársai. 
1989-ben Romániában megbukott Ceausescu egyeduralma, ez által közelebb került ahhoz, hogy meglátogathassa családját. 1990 év elején végre sikerült a családegyesítés is. 1993-ban a család megkapta a  magyar állampolgárságot. Német eredetű személy nevét (Michael) Mihályra magyarosították. Ezt követően kezdte el kutatni gyökereit. Remek keresztrejtvény fejtő, így hamarosan rejtvényszerkesztéssel kezd el foglalkozni és különböző újságoknak szerkeszt.

## A Bihar-kutató
Az ezredfordulón már élen járt a számítógépes ismeretek terén és hatalmas internetes adatbázisának köszönhetően belevetette magát a történelmi kutatásokba és hamarosan Bihar-kutatóként tevékenykedetett. Szabadidejének nagy részét kutatásokkal töltötte, míg nem 2010 táján felvette a kapcsolatot szülőfaluja vezetőivel. Javaslatára, mely szerint a Váradi regestrum első írásos bizonyítéka szerint Árpád-kori Hegyközcsatár (Catar) 2013-ban 800 éves lesz, szülőfalujában elindult egy mozgalom, hogy megünnepeljék az évfordulót.

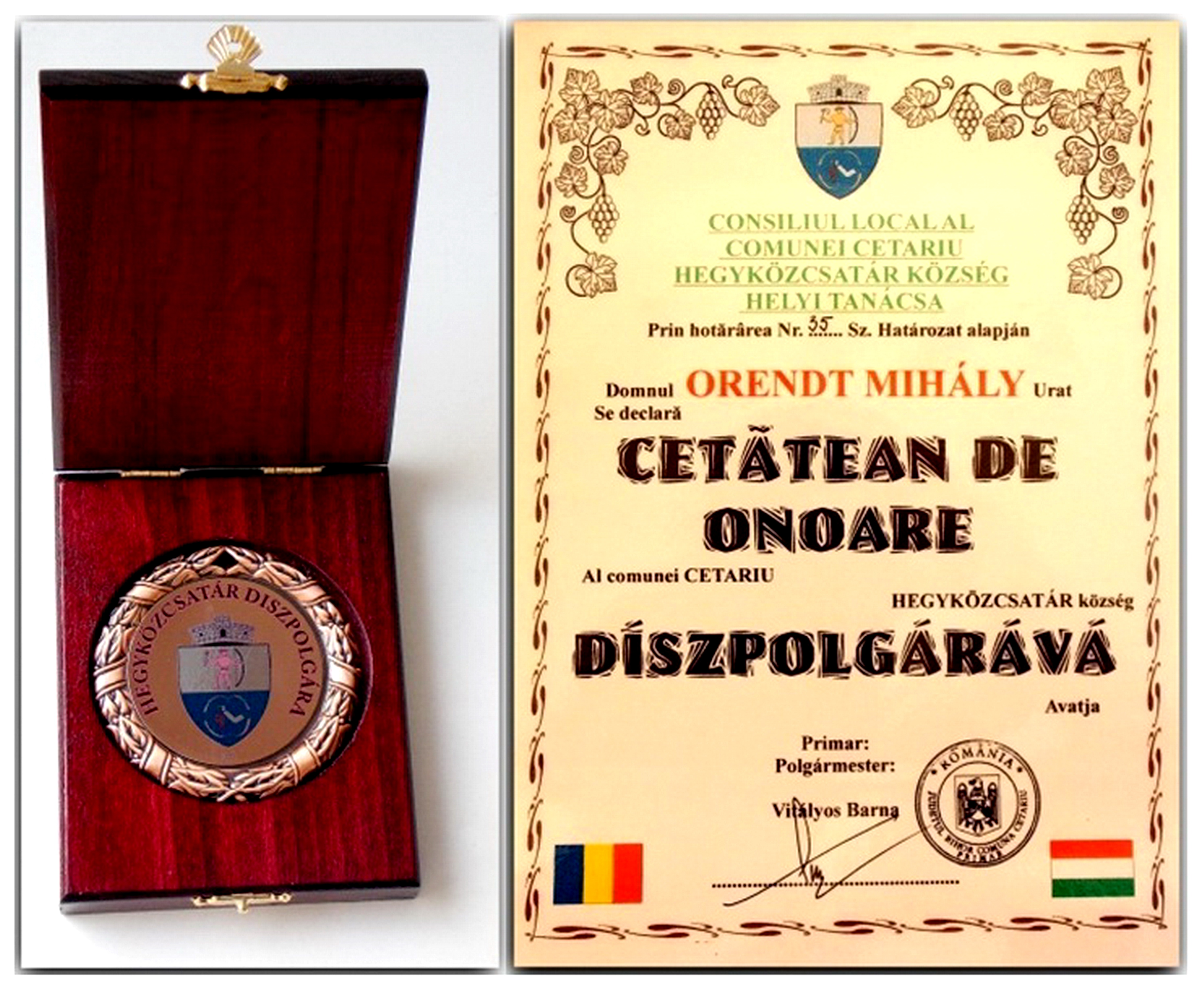
Hegyközcsatár díszpolgára

## Író és publicista
A helyi polgármester, Vitályos Barna és barátja Tóth Zsigmond Béla, nagyban segítették munkáját - felkérték állítson össze egy jubileumi kiadványt ebből a célból. A kutató 2013-ra el is készült a kiadvánnyal, melyet terjedelme miatt ketté kellett választania, így egy helyett két kiadványt adott ki egyidőben. 
Az ünnepélyes turulmadarat ábrázoló szobor avatása előtt a református templomban bemutathatta mindkét kiadványát. A következő hónapban szülőfalujáért tett önzetlen erőfeszítéseiért 2013 szeptemberében megkapta a térség első díszpolgári címét.
2014-ben írói nevet választott, ettől kezdve Csatáry Orendt Mihály név alatt publikál.

## Művei
- http://mek.oszk.hu/15500/15522/15522.pdf
- http://mek.oszk.hu/15500/15521/15521.pdf

## Weboldalai
- Orendt Mihály Bihar-kutató oldala
- Magyar Történelem

## A jelen
A kutató 2021 juniusában nyugállományba vonult. Friss kutatásait ma is naprakészen igyekszik tartani, ezért két weboldalt is üzemeltet, melyeken kutatómunkájának eredményeit publikációkban teszi közzé, továbbá írásait, gondolatait a legnagyobb közösségi oldalakon is ismerősei elé tárja. Célkitűzései közé tartozik a magyarság összekovácsolása, gyökereinek ápolása-, erősítése, szülőföldjének megismertetése és vonzóvá tétele.
Ezekért a célokért küzd ma is.